# Hercostomus ovaticornis
Hercostomus ovaticornis is een vliegensoort uit de familie van de slankpootvliegen (Dolichopodidae). De wetenschappelijke naam van de soort is voor het eerst geldig gepubliceerd in 1933 door Van Duzee.